# Acanthopsyche chrysora
Acanthopsyche chrysora är en fjärilsart som beskrevs av Jean Bourgogne 1980. Acanthopsyche chrysora ingår i släktet Acanthopsyche och familjen säckspinnare. Inga underarter finns listade i Catalogue of Life.